# Gigi Masin
Gigi Masin (Venezia, 24 ottobre 1955) è un compositore italiano, conosciuto principalmente per il suo album di debutto del 1986 Wind e per essere uno dei membri del trio Gaussian Curve, con Jonny Nash e Young Marco.

## Biografia
Gigi Masin si formò nello scenario delle radio libere degli anni Settanta, trasmettendo egli stesso con un apparecchio regalatogli a dodici anni. Fin da piccolo infatti ebbe modo di entrare in contatto con generi musicali «interessanti» (jazz,  folk, musica concreta soprattutto) ascoltando Radio Luxembourg la sera, cosa che fece germogliare in lui l'idea di diventare speaker.
Negli anni Ottanta, abbandonato il mondo radiofonico per problemi di carattere economico, si dedicò al teatro, componendo musica per spettacoli e per documentari Rai.
Completamente autodidatta, Gigi Masin stampò in proprio il suo album di debutto Wind nel 1986 e organizzò pochissimi concerti, molti privati. La maggior parte delle copie dell'opera vennero distrutte da un'inondazione che colpì la sua casa. Ciononostante, il disco divenne col tempo oggetto di culto, anche grazie ai campionamenti effettuati da artisti quali Björk e Nujabes, che riaccesero un grande interesse nei confronti dell'artista. Music from Memory pubblicò nel 2014 una raccolta di composizioni inedite, Talk to the Sea, e l'anno dopo Masin ristampò Wind con la sua etichetta discografica The Bear On The Moon e formò i Gaussian Curve.

## Discografia

### Album

#### Solista
- Wind (1986)
- Wind Collector (1991)
- KITE (2018)
- Calypso (2020)
- Vahinè (2022)

#### Con i Gaussian Curve
- Clouds (2015)
- The Distance (2017)

### Raccolte
- Talk To The Sea (2014)